# 山口恒則
山口 恒則（やまぐち つねのり、1908年3月11日 - 1994年8月12日）は、日本の経営者。四国電力社長、会長を務めた。愛媛県北宇和郡広見町（現在の鬼北町）出身。

## 経歴
1933年に京都帝国大学法学部を卒業し、1936年に伊予鉄道電気に入社。1942年、四国配電（現在の四国電力）に転じる。1961年、取締役に就任し、1964年に常務、1966年に副社長を経て、1974年、社長に就任。1981年、会長に就任し、1988年6月には相談役に就任。経済団体連合会常任理事、四国経済連合会会長、四国旅客鉄道取締役相談役なども歴任。
1994年8月12日心不全のために死去。86歳没。

## 栄誉
- 藍綬褒章（1968年）
- レジオン・ドヌール勲章（1978年）
- 紺綬褒章（1980年）
- 勲一等瑞宝章（1986年）